# Beskiderna

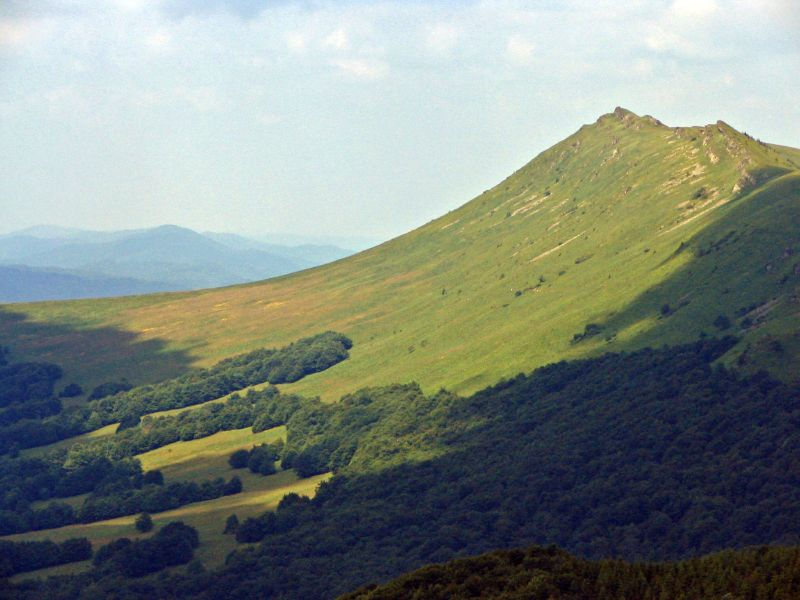
Beskidy Bieszczady, Polen

Beskiderna är ett sammanfattande namn för några bergsregioner som ingår i Karpaterna. Dessa regioner ligger huvudsakligen i Polen, men även i Tjeckien, Slovakien och Ukraina.
Främst avser Beskiderna en 600 km lång och 50 till 70 km bred båge som börjar i Mähren, fortsätter norr om Tatrabergen och slutar i Ukraina. Den fungerar som vattendelare mellan floder till Östersjön och floder till ungerska låglandet.
Västbeskiderna är uppbyggda av sandsten och dess högsta punkt är Babia Góra, 1 725 m ö.h. Östbeskiderna är också sandstensberg och högsta toppen, Sewóla, är 1 815 m ö.h.
I regionen finns tre nationalparker. En ligger i Polen vid berget Babia Góra, en norr om Tatrabergen vid gränsen mellan Polen och Slovakien och en i området där Polen, Slovakien och Ukraina gränsar mot varandra.